# Parafia Podwyższenia Krzyża Świętego w Fastach
 Parafia Podwyższenia Krzyża Świętego – parafia prawosławna w Fastach, w dekanacie Białystok należącym do diecezji białostocko-gdańskiej.
Na terenie parafii funkcjonują 2 cerkwie:
- cerkiew Podwyższenia Krzyża Świętego w Fastach – parafialna
- cerkiew św. Michała Archanioła w Fastach – cmentarna

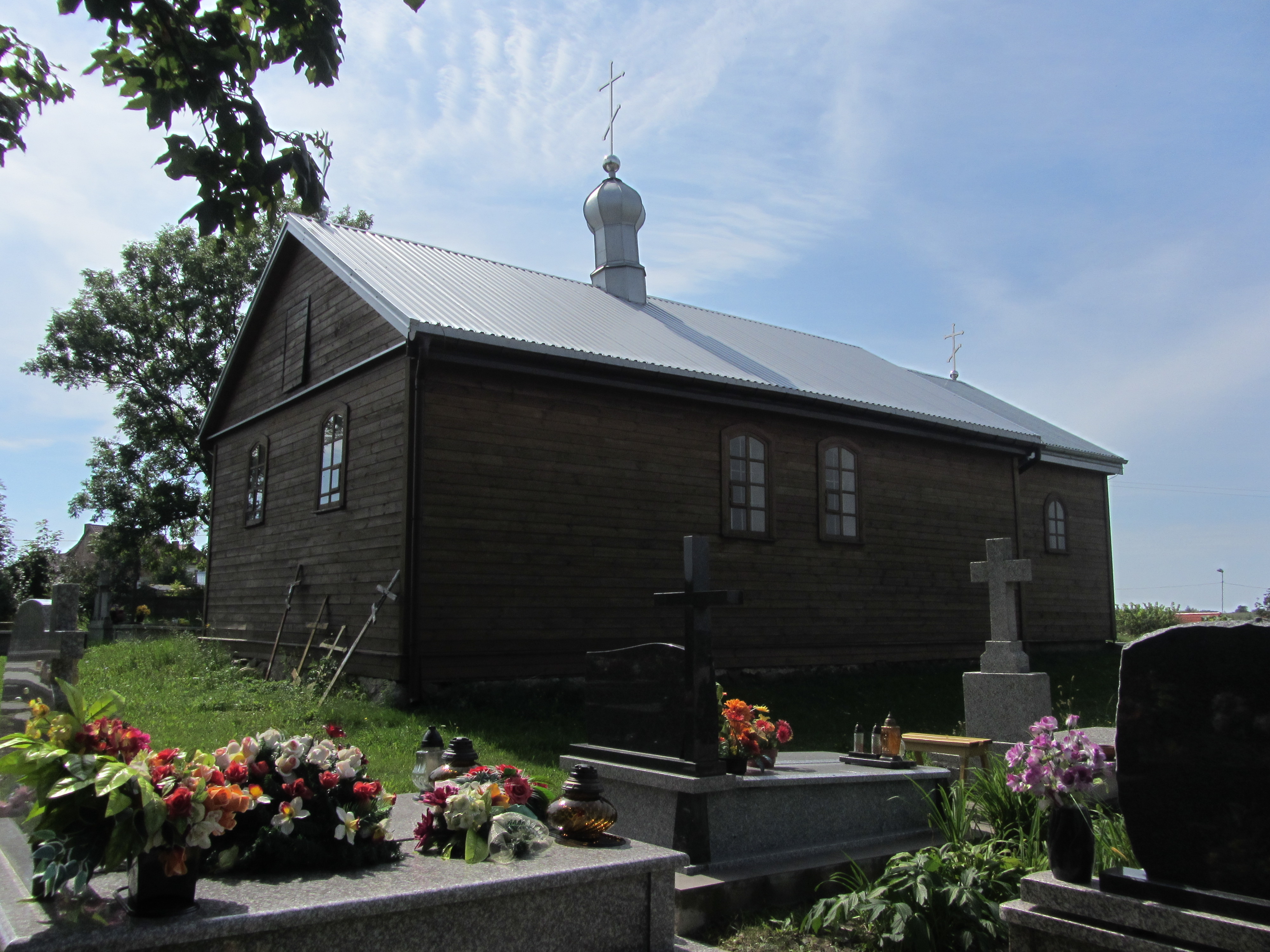
Cerkiew cmentarna św. Michała Archanioła

Parafia – oprócz terenów wiejskich (Fasty, Dobrzy iewo Duże, Dobrzyniewo Fabryczne, Nowe Aleksandrowo, Leńce, Ogrodniki, Obrubniki, Krynice i Porosły-Kolonia) – obejmuje swoim zasięgiem także część miasta Białegostoku.

## Historia
Pierwszą cerkiew w Chwastach (dzisiejsze Fasty) zbudowano najprawdopodobniej po 1533 r., kiedy to Aleksander Chodkiewicz przekazał miejscowe dobra monasterowi w Supraślu, w zamian za majątek w Choroszczy. Pierwsze pisane wzmianki o parafii pochodzą z 1545 r. Obsługiwana była przez jednego duchownego i posiadała dwie włóki ziemi. Na początku XVII w. parafia przyjęła postanowienia unii brzeskiej.
W sprawozdaniu z wizyty generalnej przeprowadzonej w 1773 r. przez dziekana podlaskiego Bazylego Guttorskiego można znaleźć dokładniejszy opis fastowskiej cerkwi i jej wyposażenia: ...30 listopada 1773 r. – cerkiew drewniana, brusowana, gontami kryta, z dwoma kopułami, na których krzyżów żelaznych 2. W babińcu drzwi na zawiasach żelaznych, z zaszczepką. Wchodząc do cerkwi drzwi na zawiasach żelaznych, z zaszczepką. W babińcu i cerkwi posadzka z cegły. Okien 7. Stoi z tarcic. Chór z balaskami. Ławki stolarskiej roboty. Zakrystii dwie, po jednym oknie mające. W jednej drzwi na zawiasach z zaszczepką, w drugiej bez zawiasów. Ambona roboty stolarskiej, malowana.... Natomiast ze sprawozdania proboszcza parafii w fastowskiej z 1862 r. wynika, że bazylianie, po przejęciu monasteru w Supraślu, zbudowali w Fastach nową cerkiew – drewnianą, na kamiennym fundamencie, krytą gontem, z nadbudowaną dzwonnicą nad przedsionkiem i skromnym wyposażeniem.
Parafia w Fastach w czasach przynależności do Kościoła unickiego należała kolejno do archieparchii kijowsko-wileńskiej, następnie do diecezji supraskiej (1797–1809), a po jej kasacji do diecezji brzeskiej. Na początku lat 30. XIX w. posiadała dwie włóki gruntu. W 1838 r. liczyła 506 osób.
Po 1836 r. wyposażenie cerkwi uległo znacznym zmianom – usunięto elementy łacińskie, zastępując je typowymi dla tradycji bizantyjskiej. W 1839 r., po synodzie połockim, parafia weszła w skład Rosyjskiego Kościoła Prawosławnego (ówczesny proboszcz parafii, ks. Wincenty Gogolewski (Godlewski) już rok wcześniej – wraz z kilkunastoma innymi duchownymi – wyraził zgodę na przyjęcie prawosławia).
W czasie powstania styczniowego, w nocy z 16 na 17 maja 1863 r. cerkiew w Fastach spłonęła. Wiernych czasowo przyłączono do parafii w Białymstoku i Choroszczy. Wkrótce przystąpiono do wzniesienia kaplicy na cmentarzu w Fastach. Urząd w Grodnie przeznaczył na ten cel drewniany spichlerz, który następnie (wraz z dodatkowym budulcem) fastowscy parafianie przetransportowali na cmentarz. Budowę wspomógł finansowo Pułk Ułański im. Wielkiego Księcia Michała Mikołajewicza. Ikonostas do kaplicy sprowadzono z dawnej cerkwi domowej w Druskienikach. Prace budowlane trwały dwa miesiące; kaplicę poświęcono w 1866 r.
W 1869 r. rozpoczęto budowę murowanej cerkwi, którą w 1875 r. poświęcono pod wezwaniem Podwyższenia Krzyża Świętego. Wzniesiona została ze środków państwowych oraz ofiar parafian. Część utensyliów i datków pieniężnych ofiarowało Moskiewskie Bractwo Cerkiewne. Inni ofiarodawcy przekazali Ewangeliarz i inne księgi liturgiczne, szaty liturgiczne, pozłacany krzyż, kielich i inne przedmioty.
W 1890 r. spłonęła kaplica cmentarna. Na jej miejscu wzniesiono w latach 1893–1895 drewnianą cerkiew, poświęconą w 1895 r. W 1909 r. przy cerkwi parafialnej zbudowano plebanię i budynki gospodarcze.
Działalność parafii przerwał wybuch I wojny światowej i udanie się wiernych (wraz z duchownym) na bieżeństwo; wywieziono wtedy też znaczną część wyposażenia cerkiewnego. Po zakończeniu wojny i odzyskaniu przez Polskę niepodległości, nowe władze nie zgodziły się na reaktywację parafii w Fastach; wierni zostali dołączeni do parafii w Choroszczy.
W 1928 r. w Fastach utworzono parafię neounicką, w której władaniu znalazły się obie cerkwie (parafialna i cmentarna), a także cmentarz. Parafia ta działała do czasów II wojny światowej. Reaktywacja parafii prawosławnej (wraz z odzyskaniem cerkwi i cmentarza) nastąpiła w 1944 r.
W 1945 r. przeprowadzono remont cerkwi parafialnej, uszkodzonej w czasie działań wojennych. Dalsze prace remontowe wykonano w latach 50. XX w., w tym samym czasie ogrodzono betonowym murem cmentarz. W latach 70. XX w. odnowiono plebanię, wzniesiono nowy budynek gospodarczy, odremontowano cerkiew cmentarną, a następnie przystąpiono do generalnego remontu cerkwi parafialnej, który trwał do 1995 r. W latach 80. XX w. wykonano wokół cerkwi nowe ogrodzenie oraz uporządkowano cmentarz. W latach 1998–2003 zbudowano nowy dom parafialny. Na początku XXI w. przeprowadzono kolejny remont obu cerkwi. W latach 2015–2017 zmodernizowano dom parafialny, tworząc w nim m.in. świetlicę dla młodzieży.
Od października 2015 r. przy parafii działa koło Bractwa Młodzieży Prawosławnej, które w 2017 r. liczyło 20 osób.
W latach 2016–2020 dokonano kolejnego remontu cerkwi parafialnej i ogrodzenia wokół niej.

## Wykaz proboszczów
- 1839–1863 – ks. Wincenty Gogolewski (Godlewski)
- 1863–1869 – ks. Bazyli Łotkiewicz
- 1869–1903 – ks. Bazyli Jachimowicz
- 1903–1915 – ks. Konstanty Popow
- przerwa w działalności parafii (bieżeństwo)
- 1918–1924 – ks. Włodzimierz Bałabuszewicz (administrator)
- 1924–1928 – ks. Kalistrat Jarmołowicz (administrator)

### Po reaktywacji
- 1944–1945 – ks. Anatol Kiryk (senior)
- 1945–1946 – ks. Aleksander Pańko
- 1946–1952 – ks. Aleksander Żukal
- 1952–1972 – ks. Włodzimierz Żuk
- 1972–1973 – ks. Anatol Szydłowski
- 1973–1984 – ks. Anatol Kiryk (junior)
- 1984–2015[4] – ks. Antoni Gutowski
- od 2015 – ks. Piotr Augustyńczuk[5]